# Відключення Росії від SWIFT
Відключення Росії від банківської системи SWIFT — один із санкційних заходів Європейського Союзу та НАТО проти Росії, спрямований на зупинення її агресії щодо України.

## Значення SWIFT для Росії
SWIFT використовується тисячами фінансових установ у понад 200 країнах, включаючи Росію, і забезпечує безпечну систему обміну повідомленнями для полегшення транскордонних грошових переказів.
За даними Російської національної асоціації SWIFT, користувачами системи в Росії є близько 300 провідних банків і організацій, понад половина російських кредитних організацій представлені у SWIFT, а Росія посідає друге місце за кількістю користувачів платформи після США.
Якщо країну відімкнути від SWIFT, як це було двічі з Іраном і один раз із Північною Кореєю, то її міжбанківські платіжні операції суттєво ускладнюються, підривається здатність країни торгувати товарами та переміщувати валюти, а розрахунок стає можливий тільки готівкою.

## Перебіг подій

### 24 лютого
У зв'язку з військовим вторгненням Росії в Україну 24 лютого 2022 року міністр закордонних справ України Дмитро Кулеба закликав: «Світ має діяти негайно. На карту поставлено майбутнє Європи та світу». Він рекомендував ввести проти Росії «руйнівні санкції» негайно, включаючи відключення від банківської системи SWIFT, цілком ізолювати Росію у всіх форматах, надати Україні зброю, обладнання та гуманітарну допомогу. Пізніше того ж дня Кулеба закликав партнерів України розірвати дипломатичні відносини з Росією.

### 25 лютого
Міністр фінансів Франції Бруно Ле Мер у п'ятницю наполіг на тому, щоб Росія була виключена зі SWIFT через її атаку на Україну. Німеччина в особі канцлера Олафа Шольца повідомила, що поки утримується від відімкнення Росії, оскільки російський газ складає більшу частку в постачанні енергоносіїв у Німеччині та деяких інших частинах Європи. Водночас Шольц припустив, що такий крок можливий згодом. Ідею відключення підтримав президент США Джо Байден, сказавши, що відімкнення можливе, хоча наразі країни Європи не розглядатимуть його як першочергове завдання.
Вже ввечері міністр фінансів Німеччини Крістіан Лінднер повторив, що його країна не заперечує запровадження такої санкції. Міністр фінансів Німеччини Крістіан Лінднер проінформував, що його країна готова відключити Росію від SWIFT, але повинна спершу прорахувати наслідки для власної економіки. Уряди трьох країн Балтії закликали вдатися до цього покарання для Росії.

### 26 лютого
26 лютого 2022 року Кіпр, Італія, Угорщина та Німеччина, підтвердили, що не будуть блокувати відключення. Рішення про запровадження санкції мало бути підписане Європейським Союзом. Чиновники США та їхні колеги з ЄС спершу розглядали включення окремих банків і організацій, а не всієї російської економіки. Після прес-конференції Байдена, де було оголошено про нові санкції проти Росії за її неспровоковану атаку на Україну, європейські союзники підтримали запровадження санкції. Лишалося відкритим питання про те, буде Росію відключено в разі захоплення Києва, чи заздалегідь. Зауважувалося, що відключення Росії від SWIFT зашкодить і великим економікам Європи та вплине на експорт енергоносіїв на континент. Тим часом США ввели інші санкції проти Росії, спрямовані на банківський, технологічний та аерокосмічний сектори Москви. США оголосили, що введуть санкції безпосередньо проти Путіна та міністра закордонних справ Росії Сергія Лаврова.
У другій половині дня розпочалася підготовка до відключення деяких банків. Під санкцію попередньо потрапили ВТБ, «Открытие», Совкомбанк, Промсвязьбанк, Новикомбанк, Альфа-банк, ВЭБ.РФ, Россельхозбанк, Новикомбанк,  МКБ, «Россия», ИС-банк, ЧБРР, Генбанк і Газпромбанк.

### 1 березня
Посли ЄС погодили список 7 банків Росії, які відключать від SWIFT: ВТБ, «Открытие», Промсвязьбанк, «Россия», ВЭБ. РФ, «Відкриття» та «Росія». Посли ЄС вирішили не застосовувати обмеження проти найбільшого в країні кредитора «Сбербанку», що частково належить російському газовому гіганту «Газпрому».